# AGM–119 Penguin
A Penguin (amerikai elnevezése: AGM–119) kisméretű, hajók elleni rakéta, melyet a Kongsberg cég fejlesztett ki Norvégiában, az 1970-es évek elején. Van repülőgépről, helikopterről és hajóról indítható változata is. A többi, hajók elleni rakétától eltérően, melyek a megközelítés során aktív lokátoros önirányítást használnak, irányító rendszere a célt infravörös kisugárzása alapján keresi meg. Ez az irányítási módszer előnyös a partokhoz közeli, esetleg szigetek között megbúvó hajók támadásánál (a rakétát eredetileg a hidegháború idején a Norvégia elleni esetleges partraszálló hadműveletek megakadályozására fejlesztették ki), mert a sziklás szigetek vagy a fjordok partjairól érkező radarvisszaverődések zavarhatják a rádiólokátoros irányítórendszert. Ennek megfelelően sok olyan ország állította rendszerbe, amely tagolt, sziklás parttal rendelkezik. A rakéta a lelövését megnehezítendő, néhány méterrel a víz felszíne felett repül, és a célul kiszemelt hajóhoz közeledve véletlenszerű, oldalirányú manővereket végez.